# Illang: La brigada del lobo
Illang: La brigada del lobo (hangul: 인랑, hanja: 人狼, inglés: Illang: The Wolf Brigade), es una película de acción surcoreana estrenada el 25 de julio de 2018, dirigida por Kim Ji-woon y protagonizada por Gang Dong-won, Han Hyo-joo y Jung Woo-sung. Está basada libremente en la Kerberos Saga de Mamoru Oshii, principalmente en la película Jin-Roh.

## Sinopsis
Ambientada en 2029, donde Corea del Sur y Corea del Norte se preparan para iniciar un gobierno unificado después de un período de preparación de siete años. Pronto se alza el grupo terrorista anti-reunificación llamado "La Secta", por lo que la policía de Corea del Sur crea una unidad especial de policía llamada "Illang" para detener el caos. Los enfrentamientos se vuelven feroces cuando ambos grupos se encuentran.

## Personajes

### Personajes principales
- Gang Dong-won como Im Joong-kyung, un oficial y agente de alto mando de las fuerzas especiales "Wolf Brigade", Joong-kyung es un hombre altamente entrenado, asignado a sofocar a los terroristas, y cuyo mundo da un vuelco cuando ve morir a una niña frente a sus ojos.[6]
- Han Hyo-joo como Lee Yoon-hee, es la hermana mayor de "la niña de capa roja".[7]
- Jung Woo-sung como Jang Jin-tae, es el jefe del campo de entrenamiento de la unidad especial de policía "Wolf Brigade".
- Kim Mu-yeol como Han Sang-woo, el subdirector del departamento de seguridad pública y miembro de la unidad especial de policía "Wolf Brigade".[8]

### Personajes secundarios
- Choi Min-ho como Kim Cheol-jin, es el brazo derecho de Jang Jin-tae y miembro destacado de la unidad especial de policía "Wolf Brigade".[9][10]
- Han Ye-ri como Goo Mi-kyung.
- Park Byung-eun como Park Hwan-ryul.
- Choi Jin-ho como Bak Jeong-gi, el Jefe de la Secretaría Presidencial.
- Ok Ja-yeon como In-Rang 5.[11]
- Shin Eun-soo como Lee Jae-hee, la "niña de capa roja", una joven que detona una bomba suicida, quien también es la hermana menor de Lee Yoon-hee.
- Jeon Jin-seo como el hermano menor de Lee Yoon-hee y Jae-hee.
- Lee Dong-ha como Park Chul-woo.
- Kim Bup-rae como Park Moo-young, el jefe de la Fuerza Especial de Policía.
- Moon Ye-won como una mujer con un vestido elegante.[12]

### Apariciones especiales
- Heo Joon-ho como Lee Gi-Seok.
- Lee Je-yeon como un agente superior del departamento de seguridad pública.
- Jang Won-hyung como Park Tae-kyung.
- Jeon Yeo-been como una modelo publicitaria de cosméticos.

## Producción
En 2012 se anunció las intenciones de realizar un remake de acción en vivo surcoreano del aclamado thriller japonés animado Jin-Roh. El rodaje comenzó el 16 de agosto de 2017 en Studio Cube, Corea del Sur y terminó el 23 de marzo de 2018.  El mismo fue dirigido por Kim Ji-Woon y producida por Lewis Taewan Kim, protagonizado por Gang Dong-won, Han Hyo-joo y Jung Woo-sung.
El diseño del vestuario estuvo en manos de Eddie Yang, quien cuenta con el apoyo de la artista Vanessa Lee, quien también participó en la creación de los efectos especiales de los vestuarios para la película Underworld: Evolution y los trajes de superhéroes en la saga de películas Avengers. La película contó con las compañías de producción Lewis Pictures y Union Investment Partners, mientras que Warner Bros. se encarga de la distribución.
El 18 de julio de 2018 se realizó una alfombra roja y un evento de exhibición para la película en el centro comercial Times Square en Yeongdeungpo-gu con la asistencia del director y el elenco. Fue estrenada el 25 de julio del 2018 en Corea del Sur, poco después Netflix adquirió los derechos de distribución internacional de la película.
La película compitió en el Festival Internacional de Cine de San Sebastián por la Concha de Oro, convirtiéndose en la segunda película de Corea del Sur en hacerlo.

## Recepción

### Taquilla
El día de su estreno, la película atrajo a 274,525 personas. Después de cinco días desde su lanzamiento, Illang: La brigada del lobo ganó un total de US$ 5,29 millones.

### Respuesta crítica
Mamoru Oshii asistió a una proyección especial y comentó: "Creo que esta es una película poderosa que provoca muchas reflexiones. El equilibrio entre las ubicaciones realistas y las tecnologías futuristas como las armadura y las diversas armas, fue muy impresionante".
Según la reseña de la película de Yonhap, la película "... pasó tanto tiempo tratando de recrear el mundo de la película animada y lo rehace en una película de acción a gran escala que nunca acertó con las cosas simples. La película no llega a entregar adecuadamente el intenso conflicto interior sentido por Joong-kyung".

### Premios y nominaciones
| Año  | Categoría                      | Premios                     | Nominados                 | Resultado |
| ---- | ------------------------------ | --------------------------- | ------------------------- | --------- |
| 2018 | Mejor fotografía               | 27th Buil Film Awards       | Lee Mo-gae                | Nominada  |
| 2018 | Mejor dirección de arte        | 27th Buil Film Awards       | Jo Hwa-sung               | Nominada  |
| 2018 | Mejor dirección de arte        | 55th Grand Bell Awards      | Jo Hwa-sung               | Nominada  |
| 2018 | Mejor diseño de vestuario      | 55th Daejong Film Award     | Jo Sang-kyung y Son Na-ri | Ganador   |
| 2018 | Mejor iluminación              | 55th Grand Bell Awards      | Lee Sung-hwan             | Nominada  |
| 2018 | Premio técnico                 | 55th Grand Bell Awards      | Illang: The Wolf Brigade  | Nominada  |
| 2018 | Mejor dirección de arte        | 39th Blue Dragon Film Award | Illang: The Wolf Brigade  | Nominada  |
| 2018 | Mejor fotografía e iluminación | 39th Blue Dragon Film Award | Illang: The Wolf Brigade  | Nominada  |